# Blakord Portal
Blakord Portal fue un CMS (Content Management System - Sistema Gestor de Contenidos) desarrollado en español para servidores Microsoft Windows (IIS + ASP + Access). Permitía instalar un portal dinámico prefabricado completo. Poseía un módulo de administrador muy sencillo de usar (como un procesador de palabras). Disponía de una gran cantidad de opciones que le permitían lograr un alto nivel de personalización en un portal web de manera rápida y sencilla. No requería conocimientos previos de programación, HTML o ningún protocolo relacionado con la creación de páginas Web.
Se distribuía con licencia GNU-GPL.
Actualmente este proyecto se encuentra en proceso de rediseño; sus autores quieren relanzar la plataforma reescribiendo el código en inglés y mejorando y añadiéndole nuevas opciones. El nuevo proyecto se llamará Draco portal y en principio parece que será alojado en la misma web.